# You Are the Reason
«You Are the Reason» — песня британского певца Калума Скотта, вышедшая в качестве 3-го сингла с дебютного студийного альбома Ламберт Only Human (2018). Продюсером был лауреат Грэмми Фрейзер Смит. Песня имела боле 1 млрд стримов и тираж более 5 млн копий в мире. Музыкальное видео было снято в Киеве и собрало более 700 млн просмотров. Версия в дуэте с Леоной Льюис стала международно популярной и получило более 100 млн стримов в Spotify, а также более 350 млн просмотров на YouTube.

## История
Согласно нотам, опубликованным на Sheetmusicdirect.com, «You Are The Reason» — это песня с умеренно медленным темпом 58 ударов в минуту. Написана в 6/8, песня в тональности си-бемоль мажор. Вокальный диапазон Калума Скотта простирается от C3 до B♭4.

### Дуэт с Леоной Льюис
9 февраля 2018 года Скотт выпустил версию песни в дуэте с номинанткой Грэмми английской певицей Леоной Льюис. Скотт отметил в своем заявлении: «Работа с Леоной была воплощением мечты. Как фанат, я сначала помню, как смотрел её по телевизору, прежде чем украсить земной шар её невероятно красивым голосом. Теперь имею честь работать с ней над одной из моих собственных песен, это совершенно сюрреалистично, а страсть и эмоции, которые она привносит в наш дуэт, делают его ещё более особенным для меня».
Выступление дуэта Скотта и Льюис прошло на канале BBC One в программе The One Show в Великобритании и на шоу Good Morning America в США. Дуэт фигурировал в различных чартах Billboard в США, а также в Новой Зеландии, Канаде и Европе. Официальное видео дуэта, в котором участвуют Скотт и Льюис имеет более 330 млн просмотров на канале YouTube и более 100 млн стримов на сервисе Spotify.
В июне 2019 года песня «You Are The Reason» (с Леоной Льюис) достигла 7-го места в чарте Billboard Digital Songs Sales. Песня была представлена на шоу America's Got Talent во время прослушивания Коди Ли и затем в финале (с участием Льюис), когда он, будучи слепым аутистом, стал победителем. Песня также заняла 14-е место в чарте Hot Canadian Digital Songs Sales, после выхода шоу в эфир.

### Другие дуэты
Скотт записал версию «You Are the Reason» с голландской певицей Ильзе Де-Ланге 21 мая 2018 года. Кроме того, 1 июня 2018 года Скотт выпустил версию «You Are the Reason» на французском языке совместно с французской певицей Барбарой Прави.

## Список композиций
| №  | Название             | Длительность |
| -- | -------------------- | ------------ |
| 1. | «You Are the Reason» | 3:24         |

| №  | Название                                  | Длительность |
| -- | ----------------------------------------- | ------------ |
| 1. | «You Are the Reason» (John Gibbons remix) | 3:30         |

| №  | Название                              | Длительность |
| -- | ------------------------------------- | ------------ |
| 1. | «You Are the Reason» (с Леоной Льюис) | 3:10         |

| №  | Название                              | Длительность |
| -- | ------------------------------------- | ------------ |
| 1. | «You Are the Reason» (с Ilse DeLange) | 3:10         |

| №  | Название                                | Длительность |
| -- | --------------------------------------- | ------------ |
| 1. | «You Are the Reason» (с Барбарой Прави) | 3:09         |

## Чарты
| Чарт (2018—2019)                                              | Высшая позиция |
| ------------------------------------------------------------- | -------------- |
| Австралия (ARIA)                                              | 27             |
| Бельгия/Фландрия (Ultratip Bubbling Under) · with Leona Lewis | 24             |
| Бельгия/Валлония (Ultratop 50) · with Leona Lewis             | 11             |
| Канада (Billboard Canadian Hot 100) · with Leona Lewis        | 76             |
| Канада (Billboard AC) · with Leona Lewis                      | 32             |
| Дания (Billboard) · with Leona Lewis                          | 6              |
| Франция (SNEP)                                                | 89             |
| Венгрия (Single Top 40)                                       | 31             |
| Ирландия (IRMA)                                               | 55             |
| Малайзия (RIM)                                                | 1              |
| Нидерланды (Billboard) · with Leona Lewis                     | 6              |
| Новая Зеландия (Billboard) · with Leona Lewis                 | 6              |
| Португалия (AFP)                                              | 58             |
| Шотландия (OCC Scotland)                                      | 6              |
| Сингапур (RIAS)                                               | 18             |
| Швеция (Heatseeker, Sverigetopplistan) · with Leona Lewis     | 1              |
| Швейцария (Schweizer Hitparade)                               | 20             |
| Великобритания (OCC UK Singles)                               | 43             |
| США (Billboard Bubbling Under Hot 100) · with Leona Lewis     | 23             |
| США (Billboard Digital Song Sales) · with Leona Lewis         | 7              |
| США (Billboard Adult Contemporary) · with Leona Lewis         | 11             |
| США (Billboard Adult Pop Airplay) · with Leona Lewis          | 25             |

| Чарт (2020)                | Высшая позиция |
| -------------------------- | -------------- |
| Мир (Billboard Global 200) | 185            |

| Чарт (2018)                         | Позиция |
| ----------------------------------- | ------- |
| Австралия (ARIA)                    | 80      |
| Бельгия (Ultratop Wallonia)         | 74      |
| Португалия (AFP)                    | 123     |
| Швейцария (Schweizer Hitparade)     | 33      |
| США (Adult Contemporary, Billboard) | 23      |

| Чарт (2019)      | Позиция |
| ---------------- | ------- |
| Португалия (AFP) | 207     |

## Сертификации
| Регион | Сертификация  | Продажи   |
| --- | ------------- | --------- |
| Австралия (ARIA) | 4× Платиновый | 280 000   |
| Бразилия (ABPD) | Золотой       | 20 000    |
| Канада (Music Canada) | 2× Платиновый | 160 000   |
| Дания (IFPI Danmark) | Золотой       | 45 000    |
| Италия (FIMI) | Золотой       | 25 000    |
| Швеция (GLF)40,000 | Золотой       | 4 000 000 |
| Великобритания (BPI) | 2× Платиновый | 1 200 000 |
| США (RIAA) | Платиновый    | 1 000 000 |
| Данные о продажах + прослушиваниях приведены только на основе сертификации. · Данные только о прослушиваниях приведены на основе сертификации. |               |           |